# Zee TV
Zee TV是印度的一家电视台，1992年10月开播，透過有线电视及卫星电视向全球播出。Zee TV总部位于印度马哈拉施特拉邦首府孟买，隶属于爱索尔集团旗下的Zee娱乐事业（爱索尔集团还拥有运营多个新闻财经频道的Zee News公司）。Zee TV也是印度最大的商业电视传媒之一。

## 概要
1991年12月15日，Zee娱乐事业的前身——“Zee电视片”（Zee Telefilms）成立，并于次年10月2日创办了印度本土的第一家民营电视台Zee TV。Zee TV是印度最大的整合性媒体娱乐公司，也是印度最受欢迎的娱乐品牌之一。截至2012年底，Zee TV在印度国内拥有28个频道，在国外亦拥有18个频道。Zee TV在全球167个国家用9种不同语言播放。2012年3月，Zee TV进入互联网电视领域，推出了Ditto TV，提供包括直播节目和按需定制选择等服务。2011年8月15日，Zee TV的高清版本开播。
Zee TV大多数节目以印地语以及印度其他主要语言播放，并根据各阶层观众需求设计了不同的节目单元，包括戏剧、印地语电影、电视连续剧、儿童节目、时尚生活、购物、真人秀及其他专门为不同地区准备的地域性节目等。自开播以来，Zee TV开设了许多开创性的电视节目，这些节目成为其赢得当地观众的主要原因，也一度被认为是节目优秀与否的评判标准。

## 国际版本
目前Zee TV除了印度国内版本外，还在全世界各地开办了当地版本频道如：
Zee TV亚太频道和Zee TV加拿大频道）。根据一项对美国纽约18岁至34岁收视群体的调查，Zee TV黄金时段的收视率甚至超过了CNN、CNBC等当地电视频道。亞太版本(2004年起)：在香港，观众可通过香港有线电视和now TV收看Zee TV的节目；而在中国大陆，Zee TV亚太频道一般只提供给三星级以上涉外宾馆等机构接收，新加坡由星和視界和新加坡電信電視播出，馬來西亞於2017年4月起於Unifi TV開播，印尼於2016年9月開播，First Media則唯一獨家播放，而印尼文翻譯字幕的Zee Bioskop只有絕大多數收費電視供應商播放，泰國由TOTiptv獨家播放，菲律賓就由Skycable獨家播放。中東版本：該頻道唯一由OSN播放。
2018年2月14日，Ditto TV更名為Zee5，並擴展至190多個國家收視，透過手機、平板電腦等收看Zee TV等頻道，不受地域界限。